# Bundesregierung Klaus II
Die österreichische Bundesregierung Klaus II wurde nach der Nationalratswahl vom 6. März 1966 gebildet, und zwar als ÖVP-Alleinregierung, da die ÖVP bei den Wahlen die absolute Mandatsmehrheit erreicht hatte und Verhandlungen mit der SPÖ über eine Koalition neuen Stils gescheitert waren. Bundespräsident Franz Jonas ernannte das Kabinett am 19. April 1966. Zwei Tage nach der Nationalratswahl 1970, bei der die SPÖ die ÖVP überflügelt hatte, ohne die absolute Mandatsmehrheit zu erreichen, trat das Kabinett am 3. März 1970 zurück und wurde vom Bundespräsidenten bis 21. April 1970 mit der Fortführung der Geschäfte betraut.
Die Regierung Klaus II blieb bis heute die einzige ÖVP-Alleinregierung der Zweiten Republik; nach ihrer Entlassung konnte dreißig Jahre lang kein ÖVP-Politiker die Position des Bundeskanzlers erreichen. Klaus II war die erste österreichische Bundesregierung, welche eine Frau in einem Ministeramt im Kabinett hatte: Sozialministerin Grete Rehor. Mit dem Ende des Kabinetts Klaus II zog sich Josef Klaus aus der Politik zurück.
| Bundesminister (für)                      | Amtsinhaber | Partei        | Staatssekretär |
| Bundeskanzleramt                          | Bundeskanzler: Josef Klaus Vizekanzler: Fritz Bock (bis 19. Jänner 1968), Hermann Withalm (ab 19. Jänner 1968) Bundesminister ohne Portefeuille: Vinzenz Kotzina (bis 6. Juni 1966) | alle ÖVP      | Karl Gruber (bis 13. Mai 1969) Stephan Koren (vom 31. März 1967 bis 19. Jänner 1968) Karl Pisa (vom 19. Jänner 1968 bis 2. Juni 1969) Heinrich Neisser (ab 2. Juni 1969) |
| Inneres                                   | Franz Hetzenauer (bis 19. Jänner 1968) Franz Soronics (ab 19. Jänner 1968) | alle ÖVP      | Johann Haider (bis 19. Jänner 1968) Roland Minkowitsch (ab 19. Jänner 1968)                                                                                              |
| Justiz                                    | Hans Klecatsky | parteilos     | |
| Unterricht                                | Theodor Piffl-Perčević (bis 2. Juni 1969) Alois Mock (ab 2. Juni 1969) | ÖVP           | |
| Soziale Verwaltung                        | Grete Rehor | ÖVP           | Franz Soronics (bis 19. Jänner 1968) Hans Bürkle (ab 19. Jänner 1968) |
| Finanzen                                  | Wolfgang Schmitz (bis 19. Jänner 1968) Stephan Koren (ab 19. Jänner 1968) | ÖVP           | |
| Land- und Forstwirtschaft                 | Karl Schleinzer | ÖVP           | |
| Handel, Gewerbe und Industrie             | Fritz Bock (bis 19. Jänner 1968) Otto Mitterer (ab 19. Jänner 1968) | ÖVP           | |
| Verkehr und verstaatlichte Unternehmungen | Ludwig Weiß | ÖVP           | Josef Taus (bis 30. März 1967) |
| Landesverteidigung                        | Georg Prader | ÖVP           | |
| Auswärtige Angelegenheiten                | Lujo Tončić-Sorinj (bis 19. Jänner 1968) Kurt Waldheim (ab 19. Jänner 1968) | ÖVP parteilos | Carl Heinz Bobleter (bis 19. Jänner 1968) |
| Bauten und Technik                        | Vinzenz Kotzina (ab 6. Juni 1966) | ÖVP           | |